# あんか

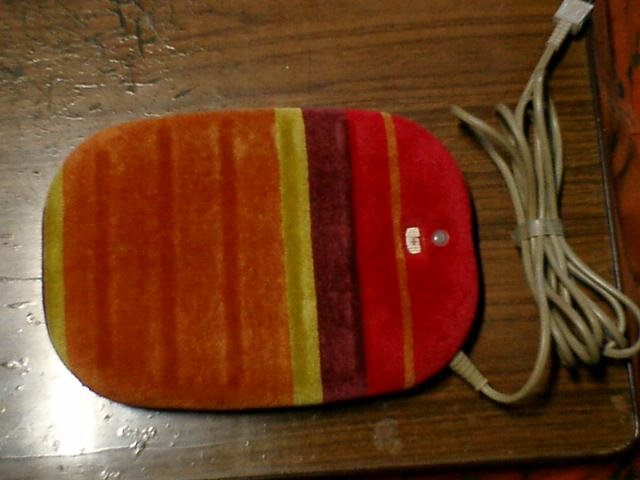
電気あんか

あんか（行火）は、炭火、電気ヒーター、化学発熱体などを内蔵した1人用可搬型の採暖用保温具。布団などに入れ直接手足に当てて暖をとる暖房器具である。地域や世代によっては「こたつ」「足炬燵（あしこたつ・あしごたつ）」と呼ばれることもある。

## 概要
熱源としては、古くは木炭、炭団、豆炭、麻殻灰が用いられたが、現在では主に電熱が用いられる。これが家庭用電化製品の一つである電気あんかである。
行火は湯たんぽなどとともに暖房用の身近な生活用具であった。冬季など寒いときに、湯たんぽと同じように布団の足下に入れる。湯たんぽと比べたメリットは、朝方になっても冷めることがないこと、つまみで温度調節ができることなど。デメリットは睡眠中に直接肌に当てる器具のため、注意を怠ると思わぬ重傷になりかねない低温やけどの危険性があること、またコンセントから電源を得るため布団の中でコードが足にからみつくことである。
行火をさらに小型化したものが携帯用の暖房器具である懐炉であり、また家具として発達したものが炬燵である。

## 歴史

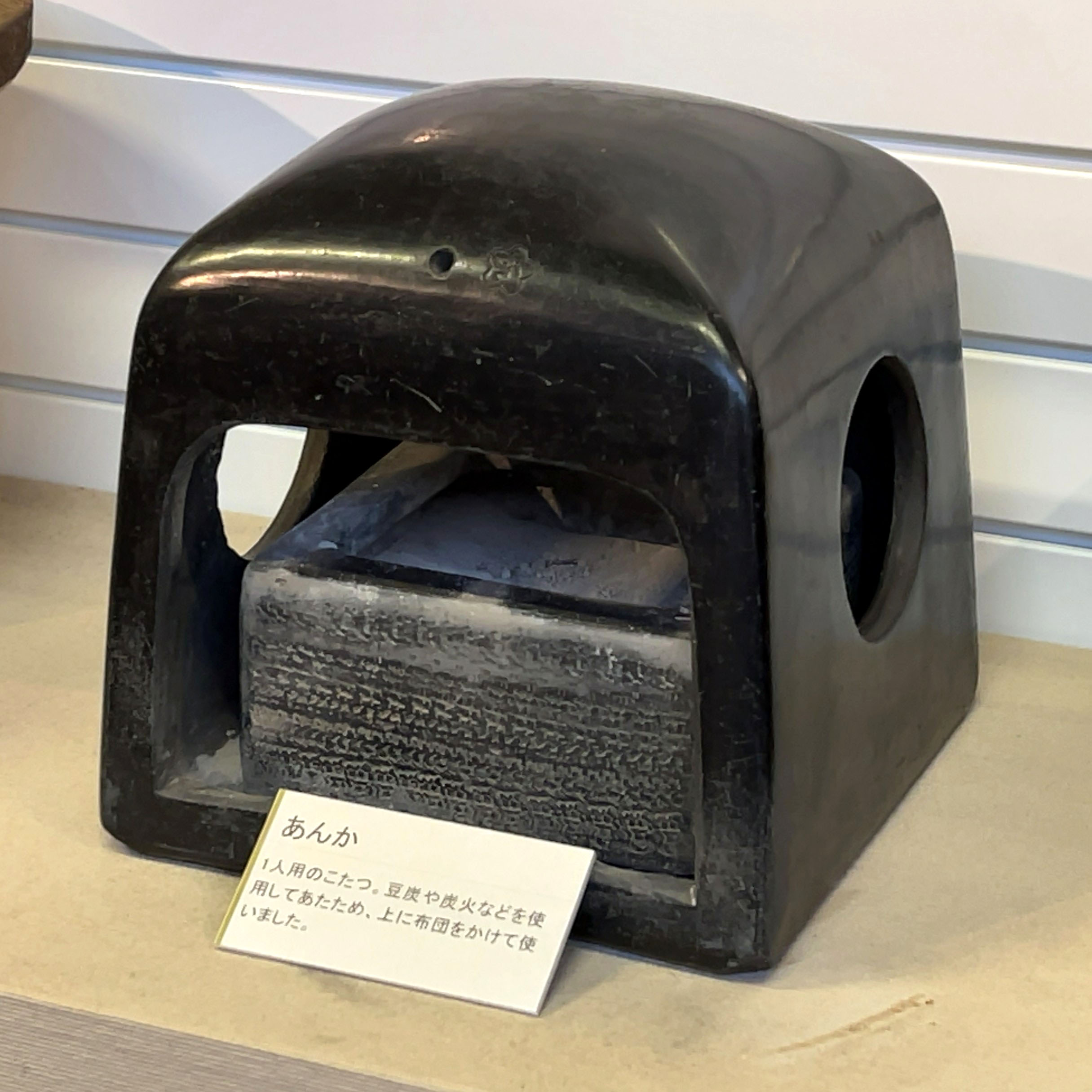
炭火を使うあんか

行火の最も古い形態は平安時代に用いられた桐材の内部をくりぬいて真鍮や銅などの金属板を張った桐火桶という暖房器具といわれている。室町時代には手足を温めるため「バンドコ」という蓋付きの火入れが用いられた。素焼きの行火は黄瀬戸の湯たんぽの形状にも影響を与えた。
江戸時代には布団を掛けて使用する1人用の暖房具となり瓦製の行火や石製の行火が用いられた。代表的なものに内部の火入れの容器の中に灰を入れ、その灰の中に豆炭やたどんを入れて用いる猫あんか（猫ごたつ）がある。さらに寝具を温める行火として、あんか灰を用いたり、熱した豆炭を石綿で包み金属板で覆った豆炭行火が昭和期まではよく使用された。
1913年（大正2年）になり下羽電気商会が「電気行火」を製造販売した。